# Kelly Cook
Kelly Cook (1973) es una deportista estadounidense que compitió en acuatlón. Ganó una medalla de plata en el Campeonato Mundial de Acuatlón de 2007.

## Palmarés internacional
| Campeonato Mundial | Campeonato Mundial | Campeonato Mundial | Campeonato Mundial |
| Año                | Lugar              | Medalla            | Prueba             |
| ------------------ | ------------------ | ------------------ | ------------------ |
| 2007               | Ixtapa (México)    | Medalla de plata   | Individual         |